# Lynn Clark
Janice Lynn Clark (La Plata, Maryland, 1964) es una actriz estadounidense de cine, teatro y televisión, reconocida principalmente por sus papeles en las series Grapevine, Days of Our Lives y Seinfeld.

## Biografía
Clark nació en La Plata, Maryland en 1964. Luego de graduarse como actriz en la Universidad Carnegie Mellon se trasladó a Los Ángeles, donde empezó su carrera inicialmente en el teatro. A mediados de la década de 1980 empezó a registrar apariciones en televisión, interpretando papeles secundarios en Santa Bárbara, Columbo y Murder, She Wrote. En 1990 apareció en el segundo capítulo de la serie Seinfeld interpretando el papel de Vanessa, interés romántico del protagonista Jerry Seinfeld. Continuó realizando el papel durante parte de la primera temporada del seriado y un año después encarnó a Madeline Armstrong en Days of our Lives antes de protagonizar la serie Grapevine en el papel de Susan Crawford.
Otros de sus créditos en cine y televisión incluyen producciones como Friends, The Monroes, Sliders, Demon Wind y Melrose Place. La actriz fue una de las fundadoras de la compañía teatral The Onstage junto con el director Mel Shapiro y con algunos de sus compañeros en Carnegie Mellon y se ha desempeñado como tutora del Center Theatre Group de Los Ángeles.

## Filmografía destacada

### Cine y televisión
- 2000 - Grapevine
- 1997 - Melrose Place
- 1996 - My Fellow Americans
- 1996 - Sliders
- 1995 - The Monroes
- 1995 - Friends
- 1994 - Time Trax
- 1993 - Torch Song
- 1993 - Banner Times
- 1992 - Grapevine
- 1991 - Days of Our Lives
- 1992 - Baby Talk
- 1990 - Demon Wind
- 1990 - Seinfeld
- 1990 - So Proudly We Hail
- 1989 - Murder, She Wrote
- 1989 - Columbo
- 1987 - Right to Die
- 1986 - Santa Bárbara